# 建平郡 (东吴)
建平郡，中国古代的郡。
三国东吴永安三年（260年），吴景帝孙休分宜都郡置建平郡。郡治在巫县。下辖巫县（今重庆市巫山县）、秭归县、兴山县、沙渠县（今湖北省恩施市）、建始县。晋朝下辖巫县、北井县、泰昌县、信陵县、兴山县、建始县、秭归县、沙渠县。南朝宋建平郡下辖巫县、北井县、秦昌县、新乡县、沙渠县及秭归侯国、归乡公国。历南齐，南梁末年属西魏，历北周，隋文帝开皇三年（583年），废建平郡。